# جيمس موريس (كاتب)
جيمس موريس (بالإنجليزية: James Morris)‏ هو مترجم وكاتب أمريكي، ولد في 1949.